# Decathlon AG2R La Mondiale Team
Decathlon AG2R La Mondiale Team (código UCI: DAT) é um equipa ciclista francês de categoria UCI World Team que participa no UCI World Tour, bem como em algumas carreiras do Circuito Continental.

## História da equipa

### Chazal e Petit Casino
Em 1992 Vincent Lavenu, recém retirado do ciclismo profissional, criou uma equipa ciclista com Chazal (que já lhe tinha patrocinado como ciclista em seus últimos anos) como patrocinador principal. A empresa permaneceu unida à equipa até 1995.
Em 1996 o patrocinador principal passou ser a cadeia de cafeterias Petit Casino. A formação, uma modesta equipa da Segunda Divisão do ciclismo, procurava ligar com o público para conseguir a algum patrocinador, e tinha a expressão Petit Casino-c’est votre equipe (Petit Casino é a tua equipa), em linha com essa filosofia.

### Casino
Em 1997 a equipa passou a chamar-se Casino, com a entrada da cadeia de supermercados Grupo Casino (proprietária do patrocinador anterior, Petit Casino). A chegada de casa matriz teve uma grande influência no desenvolvimento da esquadra, já que supôs um incremento substancial do orçamento. Assim, a equipa pôde começar a correr em algumas das principais carreiras ciclistas da temporada.

#### 1997
Em 1997 chegou Alberto Elli, quem ganhou a Midi Livre. A equipa estreou nesse ano no Tour de France.

#### 1998
Em 1998 Bo Hamburger ganhou a Flecha Valona, a segunda das três clássicas que compõem a trilogia das Ardenas. Pouco depois Jaan Kirsipuu ganhou duas etapas no Giro d'Italia. Na Volta a Espanha Kirsipuu conseguiu outra vitória de etapa.

#### 1999
Em 1999 Alexander Vinokourov ganhou a Dauphiné Libéré.

### Ag2r
Em 2000 o Grupo Ag2r, um grupo francês dedicado aos seguros e os fundos de pensões que tinha copatrocinado à esquadra as três últimas temporadas, se converteu no patrocinador principal da formação, pelo que a equipa passou a se chamar Ag2r-Prévoyance.

#### 2006
Em 2006 chegou à equipa Francisco Mancebo, quarto no Tour de France do ano anterior com o Illes Balears-Caisse d'Epargne, como novo chefe de filas face à Grande Boucle. No entanto, a descoberta da Operação Puerto e o facto de que a Policia civil tivesse identificado a Mancebo como um dos clientes da rede de doping dirigida pelo doutor Eufemiano Fontes motivou que Mancebo fora afastado da equipa um dia antes do início da ronda rainha, ao igual que outros favoritos como Jan Ullrich (T-Mobile) e Ivan Basso (CSC).
Já em termos desportivos destacar o 6.º posto na geral do Tour de France e seu 2º posto de etapa em Pau de Cyril Dessel. Depois dessa etapa vestiu-se com o maillot amarelo e também conseguiu o da montanha. Acabaria perdendo ambos. Outra grande classificação foi a de seu colega e em teoria chefe de filas Christophe Moreau que foi 7º.
Sylvain Calzati ganharia a 8ª etapa do Tour de France com chegada em Lorient.

#### 2007
Na temporada 2007 conseguiram um total de 17 vitórias, destacando sobretudo as 2 etapas e a geral da Dauphiné Libéré de Christophe Moreau, e a etapa na Paris-Nice de Jean-Patrick Nazon. O resto de vitórias foram de menor nível, quase todas em carreiras do calendário francês. Destacam a geral do Tour Down Under de Martin Elmiger, a vitória no G. P. Miguel Indurain de Rinaldo Nocentini, a vitória de etapa na Ruta del Sur de Jean-Patrick Nazon ou a vitória de etapa no Tour do Mediterrâneo de Rinaldo Nocentini.

#### 2008
Em 2008 conseguiu um total de 12 vitórias, destacando sobre todas elas a vitória de etapa no Tour de France de Cyril Dessel, além da vitória de etapa na Volta à Catalunha e na Dauphiné Libéré, também de Cyril Dessel. Outras vitórias a destacar são a vitória no Grande Prêmio de Lugano de Rinaldo Nocentini, a vitória de etapa nos Quatro Dias de Dunquerque de Cyril Dessel ou a etapa do Tour de l´Ain de John Gadret. Ademais conseguiu 1 Campeonato Nacional em Contrarrelógio (Estónia) e outro em estrada (Moldávia).
A equipa teve uma boa participação no Tour de France, com dois ciclistas classificados entre os dez primeiros da geral: Tadej Valjavec (9º) e Vladimir Efimkin (10º), após que a descalificación do em princípio terceiro classificado Bernhard Kohl (Gerolsteiner) por dopaje fizesse que ambos adiantassem um posto na classificação final. Ademais, o positivo de Riccardo Riccò (Saunier Duval-Scott), também por CERA, fez que Efimkin fora o ganhador da 9ª etapa com final em Bagnères-de-Bigorre, na que num primeiro momento tinha sido segundo.

#### 2009

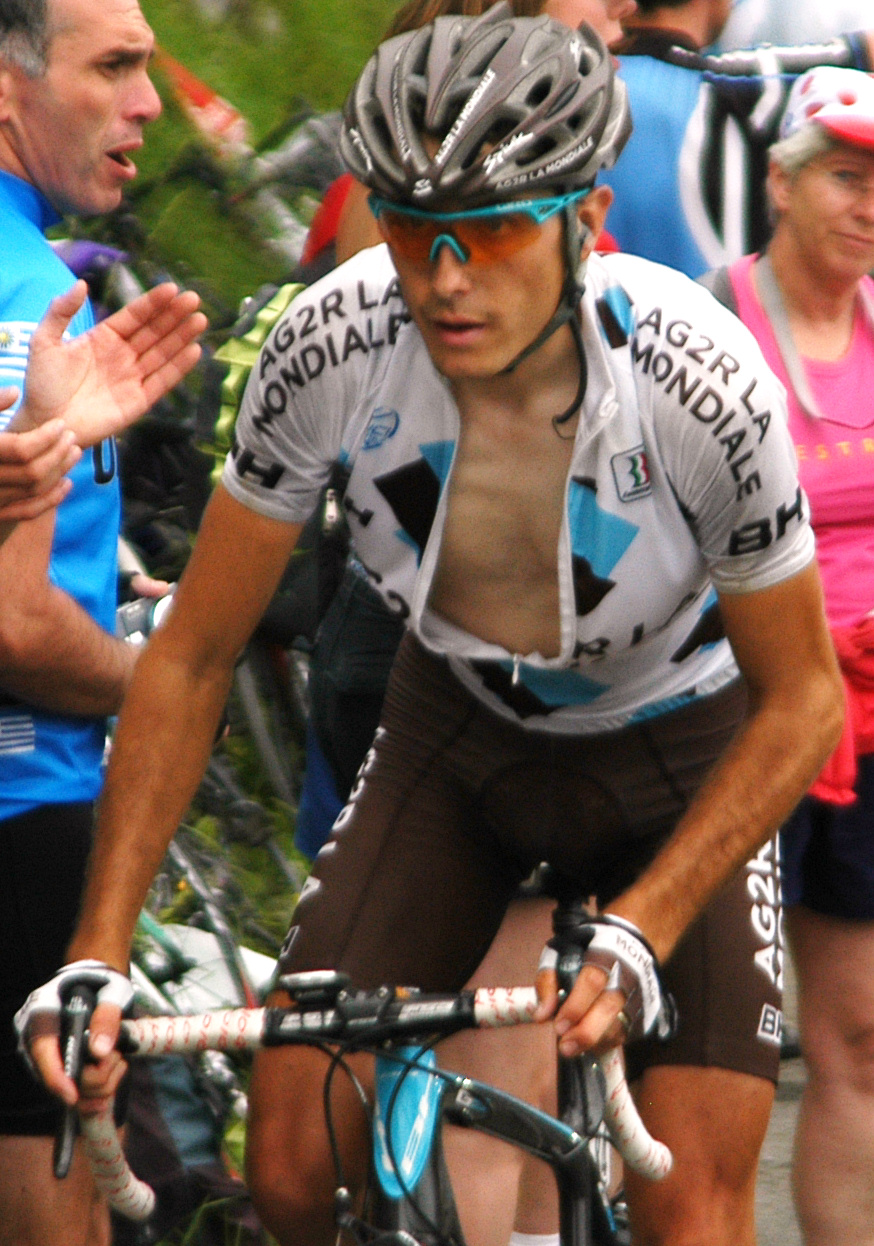
Dupont no Tour, com a nova equipação

O desenho da equipação mudou notavelmente com respeito a anos anteriores: o maillot passou a ser branco com detalhes azul celeste e negro, enquanto o culote seria negro.
Tadej Valjavec finalizou 9º na classificação geral do Giro d'Italia.
No Tour de France o veterano Rinaldo Nocentini luziu o maillot amarelo durante oito dias, ao fazer com a liderança graças à sua incursão na escapada boa na primeira etapa pirenaica, com final em Ordino Arcalis. Nocentini, que participava pela primeira vez na ronda gala, aguentou o maillot amarelo até a 15.ª etapa com final em Verbier (primeira etapa alpina), na que cedeu a liderança ante Alberto Contador, ganhador final da carreira. Nocentini foi o melhor classificado no geral final ao finalizar 14º, após que o teórico chefe de filas, o russo Vladimir Efimkin, tivesse que abandonar por uma queda quando se encontrava numa boa situação classificatória. Um dos ciclistas destacados da equipa foi o campeão irlandês Nicolas Roche, quem participou em várias fugas, ainda que não pôde conseguir nenhuma vitória de etapa.
A equipa teve uma discreta actuação na Volta a Espanha, na que Valjavec foi 30º na geral e o melhor posto numa etapa o conseguiu Sébastien Hinault ao ser quinto no sprint da última etapa, com final em Madri.
A formação fechou a temporada sem nenhuma vitória importante, ao não ter conseguido nenhum triunfo no UCI World Calendar.

#### 2010
Com 19 vitórias na temporada, como resultados mais destacados mencionar a vitória de Christophe Riblon na 14.ª etapa do Tour de France que finalizava em Ax 3 Domaines e o 15.º posto na geral do jovem Nicolas Roche.
Previamente, no Giro d'Italia, John Gadret foi o melhor da equipa finalizando em 13.ª posição e com um pódio de etapa na cronoescalada a Plano de Coroes, onde foi terceiro.
Outros triunfos da equipa chegaram por intermediário de Rinaldo Nocentini quem venceu no Tour do Mediterrâneo, enquanto Martin Elmiger coroou-se novamente como campeão em estrada da Suíça além de vencer nos Quatro Dias de Dunquerque e no Grande Prêmio da Somme. Riblon, além da etapa do Tour fez-se com a vitória em Les Boucles du Sud Ardèche. Biel Kadri impôs-se na 2ª etapa da Ruta del Sur e Maxime Bouet impôs-se na 3.ª etapa do Tour de l'Ain após que Steve Morabito do BMC fizesse uma manobra irregular pese a ser o que cruzou primeiro a linha de meta e ser desclassificado pelos juízes.
Na Volta a Espanha não teve triunfos mas novamente Roche finalizou numa mais que meritória 7.ª praça.

#### 2011
Em 2011 John Gadret foi o protagonista da equipa no Giro d'Italia finalizando na terceira posição. Gadret ganhou a etapa que finalizou em Castelfidardo, foi terceiro no Grossglockner e quarto em Macugnaga. Em carreira terminou o Giro na quarta posição, por trás de Alberto Contador, Michele Scarponi e Vincenzo Nibali. Meses depois, quando Contador foi sancionado, foi ascendido à terceira posição da corsa rosa. Outro destacado na equipa foi Jean-Christophe Peraud que esteve no topo dez de várias carreiras; 6º na Paris-Nice, 7º no Critérium du Dauphiné, 9º no Tour de France e 7º no estreado Tour de Pequim.
Igualmente, as vitórias da equipa durante a temporada foram poucas. Só 6 triunfos no ano, 2 deles no UCI World Tour. Além da etapa no Giro de Gadret, só Nicolas Roche ganhou uma etapa do Tour de Pequim. No Circuito Continental Europeu, Anthony Ravard ficou com a Châteauroux Classic de l'Indre, uma etapa do Tour de Poitou Charentes e a Estrela de Bessèges, onde Lloyd Mondory também ganhou uma etapa.

#### 2012
Em 2012 fez-se com os serviços do ganhador do Tour de l'Avenir de 2011, Romain Bardet, de Sylvain Georges e o experiente Jimmy Casper. A baixa pontuação no UCI Worldtour de 2011, fez que a equipa devesse procurar os pontos de corredores que se tivessem destacado nos Circuitos Continentais, para se assegurar um lugar como equipa UCI Pro Team. Foi de modo que contratou ao iraniano Amir Zargari, ao russo Boris Shpilevsky e ao esloveno Gregor Gazvoda. Deveu-se esperar até maio para conseguir a primeira vitória da temporada, quando o estreante na equipa Sylvain Georges, ganhou a 6.ª etapa do Volta à Califórnia. No mesmo dia Sébastien Hinault ficou com a 3.ª etapa do Circuito de Lorena. Poucos dias depois Hinault ganhou também a Boucles de l'Aulne e Manuel Belletti a 4ª etapa da Ruta del Sur.
Nas grandes voltas, John Gadret foi 11.º no Giro d'Italia e Nicolas Roche foi o melhor da equipa no Tour e a Volta, em ambas 12º.
No UCI World Tour de 2012 terminou novamente penúltimo, superando só à outra equipa francesa, a FDJ-BigMat. Rinaldo Nocentini foi o melhor na individual na 30ª posição.

#### 2013
Face a 2013 teve uma importante reestrutura do plantel. Onze novos corredores chegaram à equipa, destacando-se Domenico Pozzovivo, Samuel Dumoulin, Gediminas Bagdonas, Davide Appollonio e Carlos Betancur. A principal baixa foi a de Nicolas Roche que se marchou ao Saxo-Tinkoff. Pozzovivo e Betancur seriam a aposta da equipa para Giro e Volta, enquanto Gadret e Peraud para o Tour.
Peraud teve uma destacada actuação na Paris-Nice, finalizando 3.º e Betancur sobresaiu durante a primavera conseguindo boas posições durante a preparação para o Giro; sétimo em País Basco, terceiro na Flecha Valona e quarto em Liège, fizeram crescer a possibilidade de que podia brigar pela classificação dos jovens da corsa rosa. As previsões fizeram-se realidade e o colombiano com uma excelente actuação na montanha conseguiu o objectivo, melhor jovem e 5º na classificação geral. Não ganhou etapas mas esteve perto; foi três vezes segundo e uma vez terceiro. Por sua vez Pozzovivo finalizou décimo, conseguindo assim a equipa colocar a dois homens entre os 10 melhores.
No Tour de France, quem era o líder da formação Jean-Christophe Péraud, abandonou depois de uma queda durante a contrarrelógio da 17ª etapa quando se encontrava 9º na geral. Ao dia seguinte a equipa teve revanche com a vitória na 18ª etapa de Christophe Riblon, e nada menos que no Alpe d'Huez. Na classificação por equipas finalizaram 2º, por trás do Saxo-Tinkoff e Romain Bardet foi o melhor na posição 15ª.
Na Volta a Espanha, Carlos Betancur foi uma sombra do que foi no Giro e rapidamente ficou bem longe da luta. Por sua vez Domenico Pozzovivo foi terceiro no Monte da Groba e a mesma posição na contrarrelógio que incluía na primeira parte, a subida ao Moncayo. O italiano culminou a carreira numa meritória 6ª posição.
Enquanto Christophe Riblon fez-se com outro triunfo no UCI World Tour (uma etapa da Volta à Polónia), outras carreiras em que a equipa ganhou foram o Tour de l'Ain, Roma Maxima e o Grande Prêmio de Plumelec-Morbihan, com Romain Bardet, Biel Kadri e Samuel Dumoulin respectivamente.

## Corredor melhor classificado nas Grandes Voltas
| Ano  | Giro d'Italia           | Tour de France             | Volta a Espanha             |
| ---- | ----------------------- | -------------------------- | --------------------------- |
| 1992 | -                       | -                          | -                           |
| 1993 | -                       | 37.º Éric Caritoux         | -                           |
| 1994 | -                       | 22.º Éric Caritoux         | -                           |
| 1995 | -                       | 34.º Jean-François Bernard | 85.º Pascal Chanteur        |
| 1996 | -                       | -                          | 21.º Pascal Chanteur        |
| 1997 | -                       | 26.º Pascal Chanteur       | 12.º Philippe Bordenave     |
| 1998 | 26.º Fabrice Gougot     | 15.º Bo Hamburger          | 18.º Fabrice Gougot         |
| 1999 | -                       | 16.º Benoît Salmon         | -                           |
| 2000 | -                       | 32.º Andrei Kivilev        | -                           |
| 2001 | -                       | 17.º Aleksandr Bocharov    | -                           |
| 2002 | -                       | 30.º Aleksandr Bocharov    | 61.º Aleksandr Bocharov     |
| 2003 | -                       | 24.º Aleksandr Bocharov    | -                           |
| 2004 | -                       | 20.º Stéphane Goubert      | 55.º Íñigo Chaurreau        |
| 2005 | -                       | 27.º Mikel Astarloza       | -                           |
| 2006 | 32.º Hubert Dupont      | 6.º Cyril Dessel           | 26.º Íñigo Chaurreau        |
| 2007 | 25.º Hubert Dupont      | 26.º Stéphane Goubert      | 13.º Stéphane Goubert       |
| 2008 | 13.º Tadej Valjavec     | 9.º Tadej Valjavec         | 18.º John Gadret            |
| 2009 | 33.º Aleksandr Yefimkin | 12.º Rinaldo Nocentini     | 30.º Tadej Valjavec         |
| 2010 | 13.º John Gadret        | 13.º Nicolas Roche         | 6.º Nicolas Roche           |
| 2011 | 3.º John Gadret         | 9.º Jean-Christophe Péraud | 16.º Nicolas Roche          |
| 2012 | 11.º John Gadret        | 12.º Nicolas Roche         | 12.º Nicolas Roche          |
| 2013 | 5.º Carlos Betancur     | 15.º Romain Bardet         | 6.º Domenico Pozzovivo      |
| 2014 | 5.º Domenico Pozzovivo  | 2.º Jean-Christophe Péraud | 54.º Hubert Dupont          |
| 2015 | 20.º Carlos Betancur    | 9.º Romain Bardet          | 11.º Domenico Pozzovivo     |
| 2016 | 11.º Hubert Dupont      | 2.º Romain Bardet          | 13.º Jean-Christophe Péraud |
| 2017 | 6.º Domenico Pozzovivo  | 3.º Romain Bardet          | 17.º Romain Bardet          |
| 2018 | 11.º Alexandre Geniez   | 6.º Romain Bardet          | 11.º Tony Gallopin          |
| 2019 | 29.º Alexis Vuillermoz  | 15.º Romain Bardet         | 24.º François Bidard        |

## Material ciclista

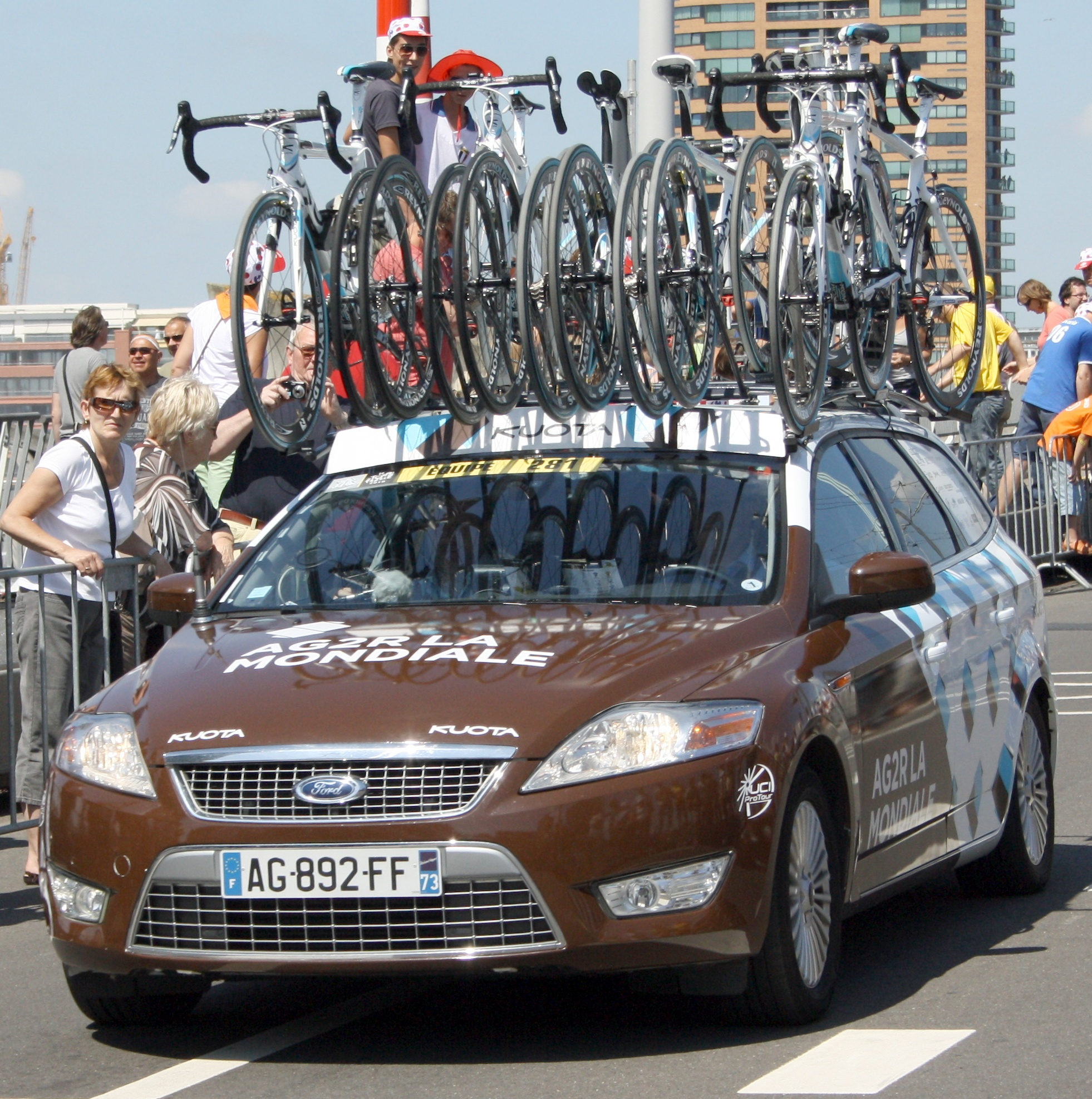
Carro da equipa

Estes são os provedores do material ciclista utilizado pela equipa:
- Bicicletas: Eddy Merckx
- Componentes: SRAM
- Rodas: Mavic
- Pneumáticos: Michelin
- Pedalier: FSA
- Pedais: Time
- Manilares: FSA
- Equipação: Rosti
- Selins: Pro Choice
- Capacetes: Ekoi
- Objeto: Elite

## Classificações UCI
A União Ciclista Internacional elaborava o Ranking UCI de classificação dos ciclistas e equipas profissionais.
Até o ano 1998, a classificação da equipa e do seu ciclista mais destacado foi a seguinte:
| Ano  | Classificação por equipas | Melhor corredor  | Posição |
| 1995 | 29º                       | Artūras Kasputis | 159º    |
| 1996 | 26º                       | Pascal Chanteur  | 87º     |
| 1997 | 12º                       | Alberto Elli     | 25º     |
| 1998 | 2º                        | Alberto Elli     | 19º     |

A partir de 1999 e até 2004 a UCI estabeleceu uma classificação por equipas divididas em três categorias (primeira, segunda e terceira). A classificação da equipa foi a seguinte:
| Ano  | Categoria | Classificação por equipas | Melhor corredor  | Posição |
| 1999 | Primeira  | 12º                       | Jaan Kirsipuu    | 11º     |
| 2000 | Primeira  | 22º                       | Jaan Kirsipuu    | 48º     |
| 2001 | Segunda   | 2º                        | Jaan Kirsipuu    | 14º     |
| 2002 | Primeira  | 26º                       | Jaan Kirsipuu    | 47º     |
| 2003 | Primeira  | 15º                       | Laurent Brochard | 24º     |
| 2004 | Primeira  | 21º                       | Laurent Brochard | 41º     |

Em 2005 a UCI instaurou o circuito profissional de máxima categoria, o UCI Pro Tour e os Circuitos Continentais UCI. Nesse ano a equipa desceu à segunda categoria e foi registado dentro do UCI Europe Tour, puntuando nas classificações do UCI Europe Tour Ranking, UCI Asia Tour Ranking e UCI Oceania Tour Ranking. As classificações da equipa foram as seguintes:
| Ano                 | Classificação por equipas | Melhor corredor | Posição |
| 2005 (Europe Tour)  | 2º                        | Tomas Vaitkus   | 15º     |
| 2005 (Ásia Tour)    | 29º                       | Alexandre Usov  | 111º    |
| 2005 (Oceania Tour) | 4º                        | Simon Gerrans   | 9º      |

A partir de 2006, a equipa tem estado na máxima categoria, o UCI Pro Tour. As classificações da equipa são as seguintes:
| Ano  | Classificação por equipas | Melhor corredor   | Posição |
| 2006 | 15º                       | Christophe Moreau | 13º     |
| 2007 | 4º                        | Christophe Moreau | 18º     |
| 2008 | 13º                       | Cyril Dessel      | 48º     |

Depois de discrepâncias entre a UCI e as Grandes Voltas, em 2009 teve-se que refundar o UCI Pro Tour numa nova estrutura chamada UCI World Ranking, formada por carreiras do UCI World Calendar; e a partir do ano 2011 unindo na denominação comum do UCI World Tour. A equipa seguiu sendo de categoria UCI Pro Tour.
| Ano  | Classificação por equipas | Melhor corredor        | Posição |
| 2009 | 17º                       | Martin Elmiger         | 68º     |
| 2010 | 18º                       | Nicolas Roche          | 32º     |
| 2011 | 15º                       | Jean-Christophe Péraud | 25º     |
| 2012 | 17º                       | Rinaldo Nocentini      | 30º     |
| 2013 | 12º                       | Carlos Betancur        | 14º     |
| 2014 | 7º                        | Jean-Christophe Péraud | 10º     |
| 2015 | 11º                       | Domenico Pozzovivo     | 18º     |
| 2016 | 13º                       | Romain Bardet          | 8º      |
| 2017 | 9º                        | Romain Bardet          | 19º     |
| 2018 | 11º                       | Romain Bardet          | 14º     |

## Palmarés
Para anos anteriores, veja-se Palmarés da AG2R La Mondiale

### Palmarés 2020

#### UCI World Tour
| Datas | Carreiras | Ganhador |

#### UCI ProSeries
| Datas | Carreiras | Ganhador |

#### Circuitos Continentais UCI
| Datas | Circuito | Carreiras | Ganhador |

#### Campeonatos nacionais
| Datas | Carreiras | Ganhador |

## Plantel
Para anos anteriores, veja-se Elencos da Ag2r-La Mondiale

### Elenco de 2020
| Corredor               | Nascimento | Nacionalidade  | Equipa 2019                  |
| ---------------------- | ---------- | -------------- | ---------------------------- |
| Romain Bardet          | 09/11/1990 | França         | AG2R La Mondiale             |
| François Bidard        | 19/03/1992 | França         | AG2R La Mondiale             |
| Geoffrey Bouchard      | 01/04/1992 | França         | AG2R La Mondiale             |
| Clément Champoussin    | 29/05/1998 | França         | AG2R La Mondiale (stagiaire) |
| Mikaël Cherel          | 17/03/1986 | França         | AG2R La Mondiale             |
| Clément Chevrier       | 29/06/1992 | França         | AG2R La Mondiale             |
| Benoît Cosnefroy       | 17/10/1995 | França         | AG2R La Mondiale             |
| Silvan Dillier         | 03/08/1990 | Suíça          | AG2R La Mondiale             |
| Axel Domont            | 07/08/1990 | França         | AG2R La Mondiale             |
| Julien Duval           | 27/05/1990 | França         | AG2R La Mondiale             |
| Mathias Frank          | 09/12/1986 | Suíça          | AG2R La Mondiale             |
| Tony Gallopin          | 24/05/1988 | França         | AG2R La Mondiale             |
| Ben Gastauer           | 14/11/1987 | Luxemburgo     | AG2R La Mondiale             |
| Alexandre Geniez       | 16/04/1988 | França         | AG2R La Mondiale             |
| Dorian Godon           | 25/05/1996 | França         | AG2R La Mondiale             |
| Alexis Gougeard        | 05/03/1993 | França         | AG2R La Mondiale             |
| Jaakko Hänninen        | 16/04/1997 | Finlândia      | AG2R La Mondiale             |
| Quentin Jauregui       | 22/04/1994 | França         | AG2R La Mondiale             |
| Pierre-Roger Latour    | 12/10/1993 | França         | AG2R La Mondiale             |
| Lawrence Naesen        | 28/08/1992 | Bélgica        | Lotto Soudal                 |
| Oliver Naesen          | 16/09/1990 | Bélgica        | AG2R La Mondiale             |
| Aurélien Paret-Peintre | 27/02/1996 | França         | AG2R La Mondiale             |
| Nans Peters            | 12/03/1994 | França         | AG2R La Mondiale             |
| Harry Tanfield         | 17/11/1994 | Reino Unido    | Team Katusha-Alpecin         |
| Stijn Vandenbergh      | 25/04/1984 | Bélgica        | AG2R La Mondiale             |
| Andrea Vendrame        | 20/07/1994 | Itália         | Androni Giocattoli-Sidermec  |
| Clément Venturini      | 16/10/1993 | França         | AG2R La Mondiale             |
| Alexis Vuillermoz      | 01/06/1988 | França         | AG2R La Mondiale             |
| Larry Warbasse         | 28/06/1990 | Estados Unidos | AG2R La Mondiale             |

1. ↑  Desde o 1 de abril.